# Осмоловский, Михаил Степанович
Михаил Степанович Осмоловский (бел. Міхаіл Сцяпанавіч Асмалоўскі; 14 [27] января 1904, Осмоловичи, Климовичский район — 23 сентября 1977, Москва) — советский белорусский и российский архитектор, градостроитель, педагог. Кандидат архитектуры, профессор.

## Биография
Родился 14 (27) февраля 1904 года в селе Осмоловичи (ныне Климовичский район Могилёвской области Беларуси). В 1920 году вступил в ВЛКСМ. В составе частей особого назначения боролся против контрреволюционеров. В 1929 году вступил в ВКП(б). В 1931 году окончил Московский институт инженеров землеустройства.
После окончания института работал в Гипросельхозе Наркомзема СССР архитектором, а в 1932 году возглавил архитектурно-планировочную мастерскую, занимавшуюся вопросами сельскохозяйственной архитектуры. С 1935 по 1938 работал в отделе планировки Моссовета районным архитектором Краснопресненского и Ленинградского районов Москвы. В 1938 году занял должность главного архитектора, а затем — начальника Совхозстройпроекта Наркомата совхозов СССР. Затем был назначен заместителем начальника Главного управления планировки городов и сельских населённых мест Комитета по делам архитектуры при Совете Министров СССР.
В 1945—1951 годах работал начальником Управления по делах архитектуры при Совете Министров БССР. В 1947—1955 годах избирался депутатом Верховного Совета БССР двух созывов.
В 1951 году М. С. Осмоловский был назначен директором научно-исследовательского института сельских зданий Академии архитектуры СССР. Затем был переведён в Московский институт инженеров землеустройства, где в 1962—1976 годах заведовал кафедрой сельскохозяйственной архитектуры.
Член Союза архитекторов СССР с 1936 года. Председатель комиссии по сельскому строительству и член правления Союза архитекторов СССР. Член научно-технических советов Госстроя РСФСР, ГлавАПУ Моссовета и АПУ Мособлсовета. Участник II, III, IV и V съездов архитекторов.
В 1976 году вышел на пенсию. Жил в Москве в одной из «сталинских высоток» — жилом доме на Кудринской площади, 1. Умер 23 сентября 1977 года.

## Творчество

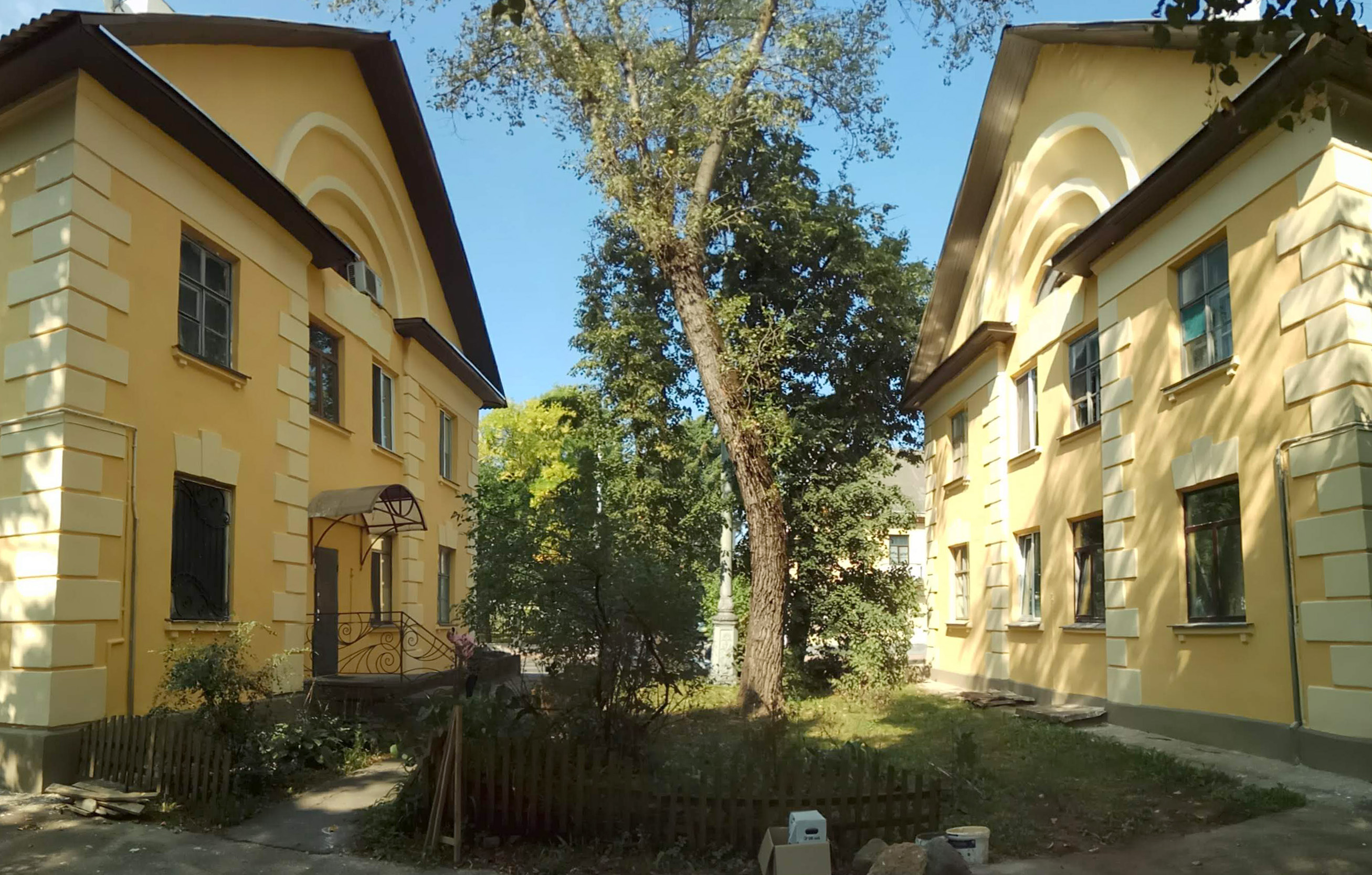
Микрорайон Осмоловка в Минске

Ещё будучи студентом, принимал участие в ряде архитектурных конкурсов.
В довоенный период разработал более 50 типовых проектов жилых домов, общественных зданий и производственных сооружений. По этим проектам в СССР осуществлялось массовое строительство в колхозах, совхозах и МТС. В тот же период руководил разработкой более 2000 генеральных планов совхозов, по которым выполнялось строительство и благоустройство совхозов страны, включая 45 совхозов Белорусской ССР. Эта работа была отмечена дипломом 1-й степени на Всесоюзной сельскохозяйственной выставке в 1940 году.
Принимал участие в работе над Генеральным планом реконструкции Москвы. В 1936—1937 под его руководством был разработан проект реконструкции Ленинградского района Москвы.
В должности начальника Управления по делах архитектуре при Совете Министров БССР руководил разработкой типовых проектов планировки колхозных сёл, застройки сельских общественных центров и колхозных усадеб, озеленения и водоснабжения сёл, а также типовых проектов жилых домов, общественных зданий и производственных сооружений, по которым осуществлялось строительство в сельских населённых пунктах Белоруссии.
Руководил разработкой проекта планировки Минска. Этот проект был подготовлен в предельно короткие сроки, высоко оценён Комитетом по делам архитектуры при Совете Министров СССР и утверждён правительством БССР.
Среди других его работ в БССР: в Минске — планировка жилого массива Советского района (1944—1947), проект застройки Ленинского проспекта и Центральной площади (1948, с Г. Бадановым, В. Королём,
Л. Мацкевичем, М. Парусниковым), планировка деревни Лукомль Чашникского района (1950) и другие. В 1946 году разработал проекты планировки разрушенных войной Витебска, Гомеля, Полоцка.
Автор более 70 научных трудов по градостроительству и сельскому строительству. Некоторые из них издавались в переводе в Чехословакии, Румынии и других странах. Кандидат архитектуры (1950).

## Память
В честь М. С. Осмоловского один из микрорайонов Минска, застроенный в 1945—1949 годах по его проекту, носит неофициальное название Осмоловка.

## Награды
- Орден Трудового Красного Знамени (1949)[3][7]
- Медаль «За оборону Москвы» (1943)[7]
- Медаль «За доблестный труд в Великой Отечественной войне 1941—1945 гг.» (1945)[7]
- Медаль «За победу над Германией в Великой Отечественной войне 1941—1945 гг.» (1946)[7]
- Медаль «В память 800-летия Москвы» (1948)[7]
- Медаль «В ознаменование 100-летия со дня рождения Владимира Ильича Ленина» (1970)[7]

## Публикации
- Осмоловский М. С. Аритектура городов СССР : МИНСК / М. С. Осмоловский. — Москва, 1950
- Осмоловский М. С. Минск : градостроительство столицы Советской Белоруссии / М. С. Осмоловский. — Минск, 1952. — 131 с.
- Осмоловский М. С. Практика советского градостроительства : МИНСК / М. С. Осмоловский. — Москва, 1952